# Stolonica australis
Stolonica australis är en sjöpungsart som beskrevs av Wilhelm Michaelsen 1927. Stolonica australis ingår i släktet Stolonica och familjen Styelidae. Inga underarter finns listade i Catalogue of Life.